# Avsa
Avsa (Duits: Alsbach) is een plaats in Slovenië en maakt deel uit van de gemeente Kobarid in de NUTS-3-regio Goriška. De plaats telde 36 inwoners op 1 januari 2020.